# Шеуша (Алба)
Шеуша (рум. Șeușa) — село у повіті Алба в Румунії. Входить до складу комуни Чугуд.
Село розташоване на відстані 264 км на північний захід від Бухареста, 4 км на південний схід від Алба-Юлії, 79 км на південь від Клуж-Напоки.

## Населення
За даними перепису населення 2002 року у селі проживали 639 осіб. Усі жителі села рідною мовою назвали румунську.
Національний склад населення села:
| Національність | Кількість осіб | Відсоток |
| -------------- | -------------- | -------- |
| румуни         | 634            | 99,2%    |
| угорці         | 5              | 0,8%     |